# 鄂州城市展示馆
鄂州城市展示馆位于湖北省鄂州市鄂城区，鄂州市市民中心西南翼，是展示鄂州市城市规划与建设的专题展览馆，于2020年12月31日正式投入使用。

## 馆内布置
鄂州城市展示馆共分为四层，总建筑面积7,650平方米。展示馆取“以武而昌”的展示主题，运用各种声光电等科技手段，打造华中最大的环幕影院，以鄂州城市发展脉络为主轴，分为“我家就在老鄂城”“飞向世界的新港城”“追梦不止的鄂州人”三大主题。